# 中尾直之
中尾 直之（なかお なおゆき、1961年12月25日 - ）は、日本の脳神経外科医。専門は脳腫瘍の外科治療。

## 経歴
- 和歌山県立医科大学卒業（1986年3月）[2]
- スウェーデン、ルンド大学医学部大学院卒業（1996年5月）[3]
- 和歌山県立医科大学脳神経外科学教授（2011年10月- ）[4]
- 和歌山県立医科大学付属病院 副院長（2014年4月-2021年3月 ）[2]
- 和歌山県立医科大学付属病院 脳卒中センター長（2019年11月-2024年3月 ）[5]
- 和歌山県立医科大学付属病院 病院長（2021年4月-2024年3月 ）[6]
- 和歌山県立医科大学 理事長・学長（2024年4月- ) [7]

## 受賞歴
- 日本脳神経外科学会　学会奨励賞(旧ガレヌス賞)（1997年）[8]
- 日本頭蓋底外科学会　優秀論文賞（2007年）[9]
- 日本脳神経外科学会　齋藤眞賞・社会賞（2024年）[8]